# Кіноки
«Кіноки» (від «кіно-око»; рос. «Киноки») — творче авангардистське об’єднання радянських документалістів 1920-х років, яке створив і очолював режисер Дзиґа Вертов. До арт-групи входила також його дружина — монтажерка Єлизавета Свілова і брат — оператор Михайло Кауфман. Протягом 1919—1927 років «Кіноки» діяли в Москві, проте після конфлікту з державною студією Совкіно Дзиґа Вертов, його дружина Єлизавета та брат Михайло переїхали в Україну. 
У 1927—1930-х роках на студіях ВУФКУ та «Українфільм» Дзиґа Вертов разом із «кіноками» зняв свої три найвідоміші стрічки: «Одинадцятий» (ВУФКУ, 1928), «Людина з кіноапаратом» (ВУФКУ, 1929) та «Ентузіязм: Симфонія Донбасу» («Українфільм», 1930).

## Історія

### Створення
1919 року Дзиґа Вертов організував творчу групу кінематографістів під назвою «Кіноки» (від слова «кіно-око») разом зі своєю майбутньою дружиною — монтажеркою Єлизаветою Свіловою та однодумцями. 1922 року, після Громадянської війни, до «кіноків» приєднався брат Дзиґи Вертова — оператор Михайло Кауфман. До складу групи також входили Олександр Родченко, Олександр Лемберг та Іван Бєляков. Маніфести групи Вертов публікував у журналах «Кінофот» і «ЛЕФ» (1922—1923). 
Серед своїх однодумців режисер виділяв «кіноків-спостерігачів», які мали надсилати цікаві матеріали з усієї країни, та «блискавичних кінорепортерів», які могли все це відзняти для створення майбутнього фільму. Група «кіноків» подорожувала по всьому СРСР, проте найбільше матеріалів зняла саме на українських теренах (у містах Харків, Одеса, Дніпро, на Донбасі).
Із діяльністю «кіноків» пов’язане виникнення нового жанру документального кіно — зворотної кінопубліцистики. Він був втілений у багатьох випусках кіножурналу «Кіно-Правда» (1922—1925) та в документальних фільмах «Кіно-око» (1924), «Крокуй, Радо!» та «Шоста частина світу» (1926).

### Конфлікт із Совкіно
На початку 1927 року в Дзиґи Вертова трапився конфлікт із керівництвом Совкіно через зриви студійних планів, його звільнили зі студії, і група «Кіноки» розпалася. Режисер писав у своєму щоденнику: 
|  | Звільнення керівника «Кіно-ока» стало не початком, як прийнято було думати, а фінішем адміністративного розгрому нашої роботи над хронікальною фільмою <…> Але повернути всю роботу над хронікальною фільмою назад до «Пате-журналу» було вже неможливо навіть правлінню Совкіно. Боротьба за галузь соціалістичної кінопромисловості (виробництво фільму без акторів) тривала як у Москві, так і в Україні. |

### Переїзд в Україну
Після конфлікту з Совкіно Дзиґа Вертов, Єлисавета Свілова і Михайло Кауфман переїхали з Москви до України, де протягом 1927—1930 років співпрацювали з ВУФКУ та «Українфільмом». У цей час Вертов зняв свої три найвідоміші стрічки: «Одинадцятий» (ВУФКУ, 1928), «Людина з кіноапаратом» (ВУФКУ, 1929) та «Ентузіязм. Симфонія Донбасу» («Українфільм», 1930).
З переїздом «кіноківців» в Україні пожвавився теоретичний контекст: Кауфмани часто дописували в український щодвотижневик «Кіно» та часопис «Нова ґенерація». 1928 року Дзиґа Вертов перейменував назву творчої групи в «кінооко-радіооко», підкреслюючи це тим, що звукові факти так само важливі, як і зорові.

## Погляди
«Кіноки» заперечували традиційні види мистецтва, засновані на вигадках, зокрема й ігрове кіно, та засуджували будь-яке звернення до сценарію, акторів, декорацій, павільйону тощо. Поняття сценарію для них було втіленням постановки і фікції. Натомість вони використовували так званий «сирий матеріал»: хроніки, архіви, зображення людей, яких не попереджали про фільмування. 
Дзиґа Вертов казав: «Ми розкриваємо душі машин, ми закохані у робітника біля станка, у селянина на тракторі, у машиніста на паровозі. До будь-якої механічної праці ми привносимо радість творчості. Ми укладаємо мир між людиною та машиною. Ми виховуємо нову людину». Він був захоплений можливостями кінематографа і стверджував, що «кіно-око» бачить і фіксує світ фактів краще за око звичайної людини. Він представив новий метод монтажу, який давав можливість орієнтуватися в морі життєвого матеріалу. 
|                | «Кінооко» – це: - монтую, коли вибираю тему (із тисячі можливих тем вибираю одну); - монтую, коли спостерігаю на тему (із тисячі спостережень на тему зробити доцільну вибірку); - монтую, коли встановлюється порядок показу відзнятого на тему (з тисячі можливих сполучень кадрів зупинитися на найбільш доцільних сполученнях, виходячи як з якостей відзнятого кіноматеріалу, так і з вимог заданої собі теми. |
| — Дзиґа Вертов | |

## Критика
1930 року, після виходу фільму «Ентузіязм: Симфонія Донбасу», український кінокритик Микола Бажан у програмній статті «Місіонери чистого кіно» писав: «Школа кіноків Кауфмана відбиває в своїх програмових заявах і своїй продукції цей антидіалектичний світогляд радянської технічної дрібнобуржуазної інтелігенції». У журналі «Кіно» Вертова і його школу звинуватили в знеособленні класової боротьби: «Ці товариші захоплюються псевдо-індустріалізмом і псевдо-колективізомом, вони ладні показувати машини і машини, суцільні юрби людей без імен і прізвищ, <…> отже потрібної нам соціалістичної користі від таких фільмів ми не матимемо».